# Нижнетальминское
Нижнетальминское (Нижне-Тальминское)— озеро в Серовском городском округе Свердловской области. Расположено в правобережье реки Лозьва, в 6 км юго-западнее посёлка Понил, находящегося на другом берегу Лозьвы. Площадь озера 1 км², уровень уреза воды 67,4 м. Соединено протокой с рекой Тальма (правый приток Лозьвы). Берега покрыты лесом, местами заболочены. В 13 км севернее в междуречье Тальмы и её притока Синдейки находится озеро Володькино.

## Данные водного реестра
По данным государственного водного реестра России озеро Нижне-Тальминское относится к Иртышскому бассейновому округу, водохозяйственный участок реки — Тавда от истока и до устья, без реки Сосьва от истока до водомерного поста у деревни Морозково, речной подбассейн реки — Тобол. Речной бассейн реки — Иртыш.
Код объекта в государственном водном реестре — 14010502511111200012022.